# 찬가
찬가(讚歌, 그리스어: ὕμνος 휨노스[*] 또는 그리스어: ψαλμός 프살모스[*], 라틴어: Hymnus 히무스[*]) 또는 성가(聖歌)는 일반적으로 종교에서 부르는 노래 종류 가운데 하나로서, 신과 같은 신성한 대상을 찬양하고 경배하고 기도하기 위한 목적으로 사용한다. 기독교의 경우 로마 가톨릭교회와 동방 정교회 등에서는 찬미가(讚美歌)라는 표현을 일반적으로 사용하며, 개신교에서는 찬송가(讚頌歌)라는 용어를 흔히 사용한다. 찬가를 뜻하는 라틴어 힘누스(Hymnus)는 ‘기도의 노래’라는 뜻의 코이네 그리스어 '휨노스'(ὕμνος)에서 유래한 말이다. 찬가를 모아놓은 책은 찬송집, 성가집이라고 한다.

## 기독교의 찬가

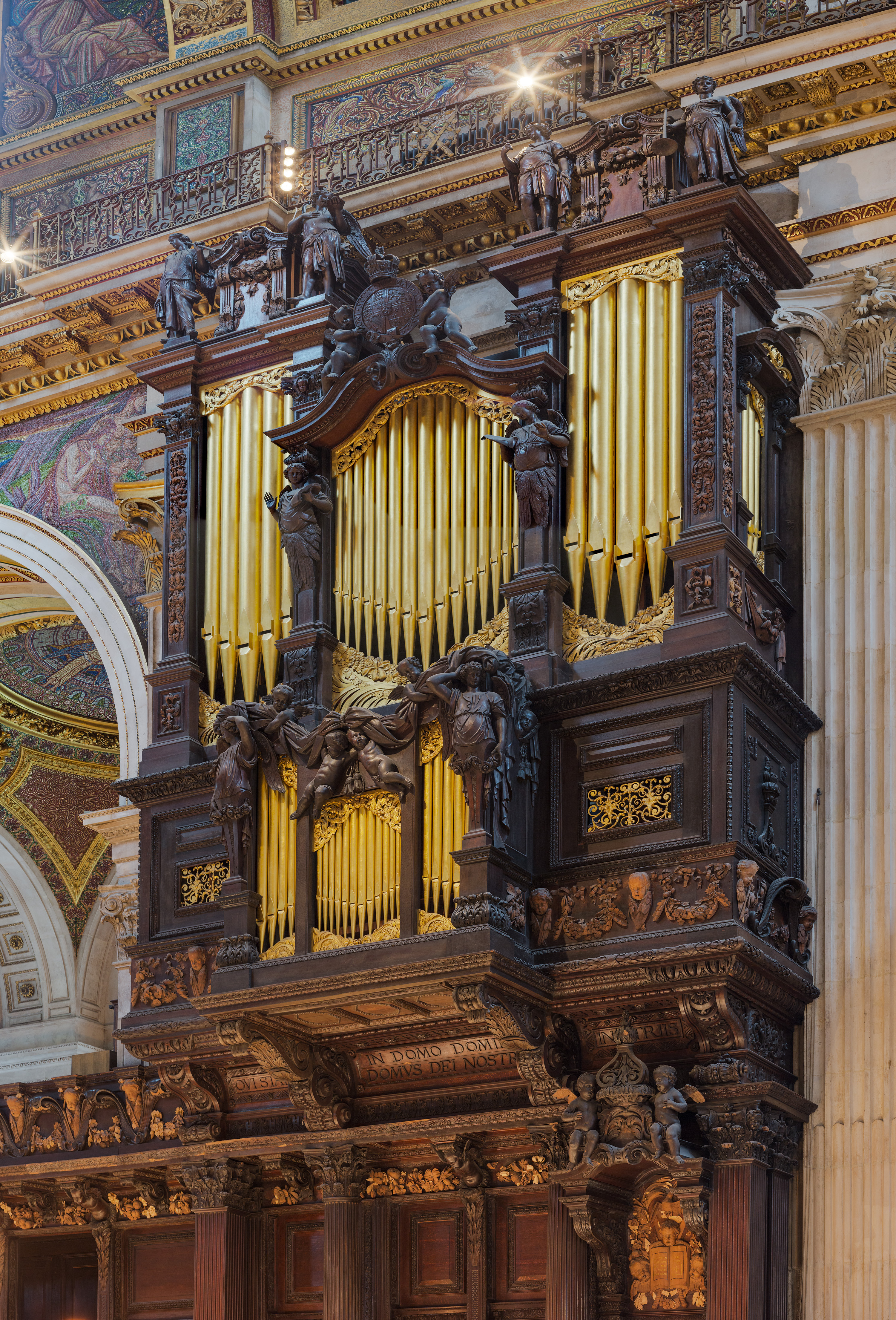
찬가는 오르간 음악이 종종 동반된다.

원래 기독교의 찬가는 대체로 구약성경의 시편과 다른 시적 문구들을 본받아 쓰였기 때문에 하느님에 대한 찬양과 경배가 주를 이루고 있다. 이 가운데 많은 부분은 예수 그리스도를 직접적 또는 간접적으로 언급하고 있다.
초대 교회 때부터 기독교인들은 개인적으로나 단체적으로나 시편과 찬가 영적 주제를 다룬 노래를 불러 왔다. (마태 26,30; 1코린 14,26; 에페 5,19; 콜로 3:16; 야고 5,13; 묵시 5,8-10; 14,1-5 참조)
찬가의 정의는 ‘서정적인 시적 문구로 경건하고 헌신적인 내용을 담고 있으며 노래로 불리도록 고안되어 있으며, 하나님이나 하나님의 업적 등에 대한 인간의 흠숭의 태도를 표현하는 것이다. 형태에 있어서 단순하고 운율적이어야 하며, 내용은 서정적이고 시적이며 문학 형식이어야 한다. 그리고 직접적이고 명백해야 하며, 회중이 모두 한 목소리로 노래해야 한다.’라고 되어 있다.
기독교의 찬가는 종종 특별한 날이나 시기별로 주제가 다른 노래를 부르기도 한다. 가령 성탄절이나 부활절과 같이 예수와 관련한 대축일이나 대림시기 및 사순시기별로 찬가가 나뉘어 있다. 또한 세례 축하나 영성체, 죽은 이의 영혼에 대한 안식 등에 대한 노래도 있으며, 성모 마리아를 비롯한 특정 성인에 대한 찬양과 신심을 다룬 노래도 있다. 특히 이런 노래들은 로마 가톨릭교회와 동방 정교회 그리고 성공회의 고교회파에 널리 퍼져 있다.

### 음악과 반주
고대와 중세 시대에는 하프나 수금, 류트와 같은 현악기들이 시편 및 찬가의 반주로 사용되었다.
초창기 작품에는 기보법이 없었기 때문에, 초대 교회의 실제 음악 형태는 추측으로만 가능할 뿐이다. 중세 시대에 들어서면서 그레고리오 성가나 단선율 성가 형태의 음악이 크게 발전하면서 풍족한 양질의 찬가들이 쏟아져 나왔다. 노래를 부르는 방식은 총 여덟 가지 선법 가운데 하나로 정해졌으며, 대부분 수도원 성가대에 의해 불렸다. 가사는 원래 라틴어로 쓰였지만, 종종 자국어로 번역되기도 하였다.

#### 서방 교회
나중에 서방 교회의 찬가가 장조와 단조를 채택하면서 네 부분의 보컬 하모니를 하나의 표준으로 정하였으며, 이것이 오르간과 성가대에 도입되었다. 이는 고전 음악과 많은 요소를 공유하였다.
오늘날 찬가들은 특별한 경우가 아니라면 대부분 성가대뿐만 아니라 회중 모두 함께 불리고 있다. 로마 가톨릭교회의 경우, 곡의 형식은 다양하되 주례 사제와 신자 및 성가대가 교대로 부를 수 있는 곡을 권장하고 있다. 가톨릭교회의 찬가는 그 내용과 전례 시기에 따라 분류되어 있으며, 가사는 성경과 전례서에 의한 것이어야 하고, 교회 공동체가 쉽게 부를 수 있고 성음악으로서의 품위를 갖출 것을 주문하고 있다. 그리고 교회 선법에 의한 시편 찬가와 기타 시편 형식의 찬가에서는 여러 가지 다른 가사(예를 들면, 고유 미사 부분의 가사)를 음절과 낱말의 수를 생각하면서 부를 수 있도록 하고 있다. 악기 반주 및 독주로는 전통적으로 파이프 오르간을 크게 존중하고 있다.
개신교의 경우, 성공회의 예배에서 유래한 감리교의 예배에서는 성찬대에서의 개회 찬송을 하는 동안, 성찬을 하는 동안, 또 이따금 예배 중 특정 시간대에 불렸다. 이러한 찬송가들은 『연합감리교회 찬송집』(The United Methodist Hymnal)에서 볼 수 있다. 송영 또한 십일조 및 헌금을 걷은 후 불린다.
복음주의와 오순절파 등에서 종종 볼 수 있는 현대 기독교 예배에서는 파이프 오르간의 전통을 깨고, 키보드와 색소폰을 비롯해 비롯해 록음악에 많이 사용되는 요소인 전기 기타와 드럼 등에 이르는 다양한 종류의 악기를 도입하였으며, 현대 대중음악의 성향을 대거 도입하였다.

#### 동방 교회
동방 기독교(동방 정교회, 오리엔트 정교회, 동방 가톨릭교회 등)는 오랜 역사만큼이나 매우 풍부하고 고대 찬가의 전통을 유지하고 있다.
동방 교회의 성가는 거의 대부분 무반주 음악이며, 악기 반주는 극히 드물다. 동방 정교회의 가장 대표적인 성가는 비잔틴 성가인데, 이 성가는 모든 전례양식에 사용된다. 반면에 콥트 정교회에서는 타악기를 사용하며, 에티오피아 정교회에서는 드럼과 심벌 등의 악기들을 사용한다.

## 같이 보기

### 기독교의 찬가
- 기독교의 찬가 목록

가톨릭교회
- 가톨릭 성가

개신교
- 통일찬송가
- 21세기 찬송가

성공회
- 성공회 성가

명성교회
- 내 신정 사모하는

### 기타
- 복음성가 - 기독교 용어이지만 찬가에 속하지는 않는다
- 성무일도
- 시편
- 코랄
- 캐럴